# بطولة تونس للكرة الطائرة للرجال 2022–23
بطولة تونس للكرة الطائرة للرجال 2022-2023 هو الموسم رقم 68 من بطولة تونس للكرة الطائرة للرجال.

فاز بهذا الموسم الترجي الرياضي التونسي.

## روابط خارجية
- الموقع الرسمي للجامعة التونسية للكرة الطائرة.